# Daniel O. Fagunwa
Daniel Olorunfẹmi Fagunwa (1903 o ca. 1910 – 9 de desembre de 1963), popularment conegut com a D. O. Fagunwa, fou un escriptor nigerià pioner de la novel·la ioruba. Va néixer a Oke-Igbo, a l'estat d'Ondo. Honorat com a oloye del poble ioruba, Fagunwa va estudiar a l'Escola St. Luke d'Oke-Igbo, i al Col·legi St. Andrew d'Oyo, abans de ser professor.
Per participar en un concurs literari del Ministeri d'Educació de Nigèria, el 1938 Fagunwa va escriure Ògbójú Ọdẹ nínú Igbó Irúnmalẹ, àmpliament considerada la primera novel·la en llengua ioruba i una de les primeres en una llengua africana. Entre les obres posteriors de Fagunwa, es troben Igbo Olodumare (1949), Ireke Onibudo (1949), Irinkerindo ninu Igbo Elegbeje (1954) i Adiitu Olodumare (1961).
Les novel·les de Fagunwa es basen en gran manera en tradicions i expressions folklòriques, entre les quals destaquen molts elements sobrenaturals. Els seus herois són generalment caçadors iorubes, que interactuen amb reis, savis i fins i tot els déus en les seves missions. Temàticament, les seves novel·les també exploren la bretxa entre les creences cristianes dels colonitzadors d'Àfrica i les religions tradicionals del continent. D. O. Fagunwa va ser el primer escriptor nigerià en emprar la filosofia popular per explicar les seves històries.
Fagunwa segueix sent l'escriptor en ioruba més llegit, i una important influència per a escriptors contemporanis com Amos Tutuola. Fagunwa va ser guardonat amb el Premi Margaret Wrong el 1955 i va ser nomenat membre de l'Ordre de l'Imperi Britànic el 1959. Una escola de secundària i una grammar school d'Oke-Igbo duen el seu nom. La seva filla Yejide Ogundipe és presidenta del govern local d'Ile Oluji/Okeigbo.